# Telchius transvaalicus
Telchius transvaalicus är en spindelart som beskrevs av Simon 1907. Telchius transvaalicus ingår i släktet Telchius och familjen dansspindlar. Inga underarter finns listade i Catalogue of Life.